# Bahía de Woodbridge
La Bahía de Woodbridge (en inglés: Woodbridge Bay) es un cuerpo de agua en la costa suroeste de la isla caribeña y nación de Dominica, cerca de Stock Farm, al norte del centro principal de Roseau y al sur de la localidad de Canefield. Contiene el principal puerto de entrada a Dominica.